# Ruborridion
Genre
Ruborridion est un genre d'araignées aranéomorphes de la famille des Theridiidae.

## Distribution
Les espèces de ce genre se rencontrent dans le bassin méditerranéen et en Inde.

## Liste des espèces
Selon World Spider Catalog (version 25.5, 26/01/2025) :
- Ruborridion algadayi Méndez, 2024
- Ruborridion musivum (Simon, 1873)

## Systématique et taxinomie
Ce genre a été décrit par Wunderlich en 2011 dans les Theridiidae.

## Publication originale
- Wunderlich, 2011 : « Extant and fossil spiders (Araneae). » Beiträge zur Araneologie, vol. 6, p. 1-640.